# Včela medonosná ujgurská
Včela medonosná ujgurská (Apis mellifera sinisxinyuan) je poddruh včely medonosné, byla objevena v roce 2016 v Ujgurské autonomní oblasti Xinjiang, Urumqi v Číně. Tato včela je nejdále nalezený poddruh včely medonosné ve východní Asii.